# 二川村 (神奈川県)
二川村（ふたがわむら）は、神奈川県足柄下郡に存在した村。現在の小田原市中心部の北側に位置した。

## 地理
- 河川 ： 酒匂川、山王川

## 歴史

### 村名の由来
酒匂川、山王川の間に所在したことによる。

### 沿革
- 1889年（明治22年）4月1日 - 町村制の施行により、井細田村、多古村、今井村が合併して発足。
- 1908年（明治41年）4月1日 - 蘆子村、久野村、富水村と合併して足柄村が発足。同日二川村廃止。

## 交通

### 鉄道路線
現在は伊豆箱根鉄道大雄山線の井細田駅、五百羅漢駅、小田急小田原線の足柄駅が旧村域に所在しているが、当時は未開業。

## 現在の町名
- 住居表示実施地区
  - 扇町一 - 六丁目（大字井細田、大字多古、大字今井）
  - 寿町一 - 五丁目（大字井細田、大字今井）
  - 東町一 - 五丁目（大字今井）
- 住居表示未実施地区
  - 井細田、多古